# Avgust Močni
Avgust Močni, na Saškem Friderik Avgust I., na Poljskem Avgust II., saški volilni knez, poljski kralj, veliki knez Litve, * 12. maj 1670, Dresden, † 1. februar 1733, Varšava.
Avgust je bil na čelu protestantske volilne kneževine Saške od leta 1694. Leta 1697 je postal tudi vladar Poljske-Litve in je za pridobitev tega prestola celo prestopil v katoliško vero. Zaradi njegove izredne telesne moči se ga je oprijel pridevnik Močni. Njegove absolutistične metode vladanja po načelih merkantilizma so se dobro prijele na Saškem, ki je bila po grozotah tridesetletne vojne v fazi hitrega gospodarskega vzpona in razvoja manufakturne proizvodnje. Povsem nasprotne so bile okoliščine v Republiki. Tradicionalni odpor plemstva proti močni državi in vplivnemu vladarju ter interes poljskih sosed, da se na Poljskem ohrani plemiški parlamentarizem, preko katerega so lahko s podkupovanjem ohranjale šibkost Republike, niso dajale Avgustu nikakršne možnosti, da bi iz Saško-Poljsko-Litvanske zveze ustvaril močno evropsko silo. Njegovo kraljevanje je Poljsko pahnilo v nove vojne in še pospešilo razkroj države, Saški pa naprtilo velike dolgove.

## Mladeniško obdobje
Avgust je bil drugi sin saškega volilnega kneza Ivana Jurija III. in dansko-norveške princese Ane Zofije. Šestletnega so prevzeli vzgojitelji, ki so mu dali vsestransko izobrazbo; vključevala je tuje jezike (italijanščina, francoščina, španščina), glasbeno vzgojo, matematiko in vojaške znanosti. Kasneje je bil deležen pouka v teologiji, zgodovini evropskih dinastij ter vadil spretnosti kot so jahanje, bojevanje, streljanje. Sedemnajstletnega je oče poslal na potovanje po Evropi. V spremstvu dvorjana je pod tujim imenom v treh letih prepotoval vse pomembne države Evrope (Nemčijo, Francijo, Španijo, Portugalsko, Anglijo, Nizozemsko, Dansko, Švedsko). V naslednjih treh letih se je udeležil vojne proti Franciji v zgornjem Porenju, se nekaj časa zadrževal na cesarskem dvoru na Dunaju in se udeležil vojaškega pohoda na Špansko Nizozemsko.
Leta 1694 je po smrti starejšega brata Ivana Jurija IV., ki je umrl brez naslednika, nepričakovano postal saški volilni knez. Julija 1695 ga je cesar, ki se je oziral po primernem vojskovodji, postavil na čelo cesarske vojske, ki ji je v bojih proti Turkom na Ogrskem poveljeval s spremenljivim uspehom. V bitki pri Begejskem kanalu (blizu Temišvara) so Avstrijci utrpeli velike izgube tudi zato, ker se stari cesarski generali niso mogli sprijazniti z nadrejenostjo mladega volilnega kneza.

## Vladanje na Saškem
Avgustovo vladanje na Saškem je bilo v znamienju razsvetljenega absolutizma. Močno je omejil vpliv plemstva in od leta 1706 vladal s pomočjo tajnega kabineta, katerega oblast je z dodajanjem novih pristojnosti vse bolj širil. Kabinet si je za podporo ustvaril lojalen uradniški aparat in postal najvišja centralna oblast. Avgust je ustanovil tajni vojaški svet in glavno vojaško sodišče. S kodeksom iz leta 1724 (Codex Augusteus) je nadomestil liberalnejšo ustavo iz leta 1572 in z novim skupščinskim poslovnikom (Landtagsordnung iz 1728) še dodatno omejil pravice stanov. Brez posvetovanja s stanovi je za čas svoje odsotnosti imenoval za svojega namestnika švabskega državnega kneza Antona Egona von Fuerstengerg-Heiligenberg.
Takoj ob prevzemu oblasti je vpeljal statistično spremljanje dohodkov in izdatkov v deželi.
Finančno neodvisnost od stanov, ki so imeli pristojnost odobravanja davkov, je uspel (kljub nasprotovanjem) zagotoviti z uvedbo posrednih davkov na izdelke in porabo (prometni davek) in z ustanovitvijo centralnih teles in uradov za njihov nadzor. Od leta 1712 je imel pri naprednih ekonomskih reformah glavno besedo ekonomist Paul Jacob Marperger, ki je saško gospodarstvo oblikoval po načelih merkantilizma. Država  je še posebej vzpodbujala panoge, ki so proizvajale za izvoz.
Temu ustrezno se je saško gospodarstvo hitro razvijalo. Leta 1698 je bila v Leipzigu ustanovljena prva državna banka v nemškem prostoru. Reorganizirana saška pošta je nudila najhitrejše usluge v Nemčiji. Ustanovljene so bile številne manufakture (z izdelki kot meissenski porcelan, puške, raznovrstne tkanine, tudi zelo posebne, npr. z dodatki zlata in srebra, damast, tapete itd.). V mnogih manufakturah je bil volilni knez udeležen tudi kot podjetnik. Judje so se po dolgem času spet smeli naseljevati na Saškem.
Ob razcvetu gospodarstva je cvetela tudi kultura. Dresden se je razvil v eno najlepših baročnih prestolnic.

## Vladanje v Poljski-Litvi

### Izvolitev
Leta 1696 je umrl poljski kralj Jan Sobieski in poljski sejm (parlament) je, ustrezno poljsko-litvanski ustavi, iskal novega kralja med domačimi in tujimi kandidati. Na volitve se je prijavil tudi Avgust. V povezavi  industrijske Saške s poljedelsko in surovin polno Poljsko-Litvo je videl velike možnosti razvoja za obe deželi. Seveda je imel tudi svoje dinastične račune: wettinski dinastiji je nameraval pridobiti nekatere obrobne poljske pokrajine (Livonijo, Kurlandijo) v dedno posest in ji na ta način zagotoviti tudi dedni naslov poljskega kralja. (Za povezavo obeh dežel bi bilo potrebno nekako pridobiti še vsaj del Šlezije, ki je deželi ozemeljsko razdvajala.) Očitno pa je Avgust v teh razmišljanjih precenil svoje možnosti; prezrl je odpor poljskega plemstva do močne absolutistične vladavine in ni upošteval interesov sosednjih držav, ki jim je poljski parlamentarizem, ki so ga lahko s podkupovanjem po svoje usmerjale, ustrezal.
Med osemnajstimi prijavljenimi kandidati je bil Avgustu najresnejši tekmec francoski knez François-Louis de Bourbon-Conti. Po enoletnem brezvladju je večina v poljskem sejmu za kralja izvolila francoskega kandidata. A privrženci saškega volilnega kneza, ki ga je podpiral tudi ruski car Peter Veliki, so izpeljali ponovne (manjšinske) volitve. Preden je Conti po morju prispel iz daljne Francije v Gdansk, se je dal Avgust 15. septembra 1697 v Krakovu kronati. Postavljeni pred izvršeno dejstvo, so ga vsi priznali, zadnje formalnosti pa je opravil t. i. pacifikacijski sejm leta 1699. K Avgustovemu priznanju je prispevala tudi rimska kurija, kajti poglavar zelo luteranske saške dinastije Wettincev je pred volitvami prestopil v katoliško vero (to je bil pogoj Poljakov), pri čemer je obljubil, da se v verskem pogledu na Saškem ne bo nič spremenilo; kljub temu je to njegovo dejanje v protestantski Evropi povzročilo pravi šok.

### Vladanje
Kmalu po Avgustovem kronanju so Avstrijci in Rusi močno premagali Turke in s tem se je končala tudi dolga poljsko-turška vojna, ki je v presledkih trajala od leta 1683. Po mirovnem sporazumu v Sremskih Karlovcih (1699) so Poljaki dobili od Turkov nazaj Podolijo s trdnjavo Kamieniec in Ukrajino na desnem bregu Dnepra.
Po sklenitvi miru s Turčijo se je Avgust povezal z Dansko in Rusijo proti Švedski z namenom, da si razdelijo obbaltsko posest; sam naj bi pri tem dobil Livonijo. Toda hitra zmaga mladega švedskega kralja Karla XII. nad Dansko in Rusijo je obrnila vojno v nepredvideno smer. Karel je preko Livonije maja 1702 zasedel Varšavo, julija premagal Avgustovo vojsko pri Kliszowu in avgusta zasedel Krakov. Poljsko plemstvo je bilo razcepljeno. Večji del plemstva na nezasedenem ozemlju je še vedno podpiral Avgusta. Julija 1704 pa je osemsto plemičeve v Varšavi, v taboru obkroženem s švedsko vojsko, izvolilo za poljskega kralja velikopoljskega plemiča Stanislava Leszczyńskega. Ta je imenoval nove ministre. Poljska je tako imela dva kralja, dve vladi, dva tuja zaščitnika z dvema sovražnima si armadama.
V želji da bi pred spopadom z Rusijo uredil položaj na Poljskem, je Karel XII. leta 1706 vkorakal v Saško in prisilil Avgusta, da se je odpovedal poljskemu prestolu in umaknil saške čete iz Poljske. Večina magnatov (najbogatejših plemičev) je priznala za kralja Leszczyńskega, ki pa ni nikdar dobil splošne potrditve. Karel je poleti 1708 napadel Rusijo, vendar je bila njegova vojska julija 1709 pri Poltavi popolnoma razbita; Karel se je zatekel k Turkom. Leszczyński se je umaknil na švedsko Pomorjansko. Poljaki so leta 1710 na varšavskem izrednem sejmu ponovno priznali Avgusta za poljskega kralja.
Poljska v vojni s Švedsko ni izgubila ozemelj, kljub temu pa je bila vojna bilanca zanjo porazna. Vojno so spremljale lakota in kužne bolezni. Tretjina mest je bila v ruševinah, število prebivalstva se je zmanjšalo za 20 %. Sejm se v letih 1703-10 ni sestajal in zrasel je pomen pokrajinskih zborov (sejmikov), ki so odločali o davkih in vpoklicu vojakov. Sredi vojnih neuspehov in politične zbeganosti je med plemstvom vse boj rasel odpor proti oligarhičnim magnatom in med šlahto je začela krožiti ideja o pravi plemiški republiki, ki bi bila sposobna braniti svoje meje.
Kralj je koval svoje načrte. Leta 1713 je pod pretvezo turške nevarnosti pripeljal na Poljsko saško vojsko. Njegov namen je bil izzvati krizo, ki bi bila povod za spremembo režima njemu v prid. Vendar so mu dogodki ušli izpod nadzora. Neprimerno vedenje saških vojakov je izzvalo plemiške nemire, najprej na Malopoljskem, leta 1715 pa so se boji razplamteli v večjem obsegu. Zoper Sase so poleg šlahte nastopili tudi kmetje. Gibanje je zajelo vso deželo; ustanovljena je bila generalna konfederacija v Tarnogrodu (25. novembra 1715), ki se ji je pridružila tudi redna vojska. Sovraštvo je bilo naperjeno proti dvoru in magnatom-hetmanom (vojaškim poveljnikom), ki so imeli v rokah dejansko oblast. Avgustu, ki se je med tem oddaljil od zavezništva s Petrom Velikim, s katerim so se sedaj povezovali hetmani, je spet grozila izguba prestola. V zapletenih razmerah so vse strani zaprosile ruskega carja, da z arbitražo razreši spor.
Pogajanja, ki jih je vodil carjev odposlanec Gregorij Dolgoruki, so sprva napredovala zelo počasi. Ko pa je 18.000 ruskih vojakov vkorakalo na Poljsko, so bila hitro končana. 1. februarja 1717 je bila na enodnevnem državnem zboru (imenovanem nemi sejm, ker nikogar niso pustili do besede) podpisana varšavska pogodba, ki je pomenila poraz za politična prizadevanja Avgusta II. Avgust je smel imeti odtlej na Poljskem samo 1.200 mož saške garde in 6 uradnikov saške pisarne, kar je onemogočalo tesnejše povezovanje s Saško. Sprejet je bil redni davek za vojsko, ki pa je zadoščal le za 12.000 mož stalne vojske, kar je Poljsko-Litvo naredilo za drugorazredno vojaško silo. Omejena je bila oblast hetmanov in pokrajinskih sejmov, ki pa jih nista spremljali reforma državnega sejma in uvedba državne uprave. Nemi sejm je ustalil ravnotežje med "veličanstvom in plemiško svobodo" in določil ustroj Republike za skoraj 50 naslednjih let. Rusija si je lastila pravico, da jamči za sklepe nemega sejma.
Vzpon ruske moči je vznemiril mnogo evropskih držav. Januarja 1719 so Anglija, Avstrija in Saška podpisale protirusko zvezo. Poljski sejm je na zasedanjih v letih 1719 in 1720 odklonil pristop k njej. Rusija je leta 1720 (med nadaljevanjem rusko-švedske vojne) anektirala Livonijo. Razočarani Avgust je začel kovati načrte za delitev Poljske, da bi v manjši državi laže okrepil svojo oblast. Peter Veliki ni le zavrnil teh načrtov, ampak jih je razkril Poljakom. Kot "zaščitnik" je branil ozemeljsko nedotakljivost Republike, njen tedanji ustroj in zlasti svobodne volitve vladarja. Sklenil je vrsto pogodb z državami, ki so imele enak interes
(1720 s Prusijo in Turčijo, 1724 s Švedsko, 1726 z Avstrijo); vse pogodbe so bile naperjene zoper načrte Avgusta II., da bi svoji dinastiji zagotovil dednost poljskega prestola.
Kljub temu so po smrti Avgusta II. Habsburžani in Rusi na volitvah novega poljskega kralja podprli (Rusi celo z vojsko) njegovega sina, saškega volilnega kneza Friderika Avgusta II., ki je postal poljski kralj Avgust III.

## Družina
Avgust se je leta 1693 poročil s Christiane Eberhardine (1671–1727), hčerko mejnega grofa Christiana Ernsta von Brandenburg-Bayreuth. Njun edini otrok je bil sin
- Friderik Avgust II. (1696–1763), saški volilni knez in poljski kralj Avgust III. ∞ Maria Josefa Avstrijska, hčerka cesarja Jožefa I.

Christiane Eberhardine ni sledila možu v katoliško vero, ostala je luteranka in se je razočarana nad možem odmaknila od njega in živela ločeno.
Avgust Močni je bil poznan po mnogih ljubicah, ki so mu rodile številne nezakonske otroke, od katerih jih je devet priznal. Najslavnejši med njimi je bil
- Mavricij Saški, francoski maršal; njegova mati je bila Maria Aurora grofica von Königsmarck.